# Оталеж
Оталеж (словен. Otalež) — село на пагорбах над правим берегом р. Ідрійца в общині Церкно, Регіон Горішка, Словенія. Висота над рівнем моря: 597.8 м. 